# Aeroporto Mondiale Will Rogers
L'Aeroporto Mondiale Will Rogers (IATA: OKC, ICAO: KOKC) (in inglese: Will Rogers World Airport) è un aeroporto statunitense che serve la città di Oklahoma City, situato a 8 Km dal centro cittadino. È dotato di tre piste ed è utilizzato per voli domestici.